# Pioneer 10
Pioneer 10 (Pioneer F) je svemirska letelica lansirana 3. ožujka 1972. za istraživanje Sunčeva sustava. To je prva letelica koja je prošla kroz asteroidni pojas, do kojeg je stigla 15. srpnja 1972., i izvršila neposredna istraživanja Jupitera kraj kojeg je prošla 3. prosinca 1973. na udaljenosti od 132,252 km i napravila prve fotografije tog planeta. Zadnji kontakt sa sondom je bio 23. siječnja 2003. zbog gubitka električne energije na udaljenosti od Zemlje od 12 milijardi kilometara (80 AU). Pioneer 10 putuje u pravcu Aldebarana, koji se nalazi u zviježđu Bika.

## Vanjske poveznice
- Projekt Pioneer  Arhivirana inačica izvorne stranice od 15. kolovoza 2011. (Wayback Machine) NASA Arhiv (engl.)
- Misija Pioneer 10  Arhivirana inačica izvorne stranice od 1. kolovoza 2007. (Wayback Machine)  by NASA istraživanje Sunčevog sustava (engl.)